# Tinodòntids
Els tinodòntids (Tinodontidae) són una família extinta de mamífers teriformes que visqueren a Euràsia i Nord-amèrica des del Juràssic mitjà fins al Cretaci inferior, fa entre 113 i 166,1 milions d'anys. Se n'han trobat restes fòssils als Estats Units, el Kirguizstan, Portugal, el Regne Unit i Rússia. Les espècies que formen aquest grup tenien angles obtusos entre les cúspides principals de les dents. La morfologia general de les dents recordava la dels kuehneotèrids. Actualment, la família conté dos gèneres, Tinodon i Yermakia, però la seva taxonomia ha tingut una història agitada i possiblement cal ampliar-la a altres gèneres.